# Чемпионат мира по горнолыжному спорту 1950
11-й чемпионат мира по горнолыжному спорту прошёл с 13 по 18 февраля 1950 года в Аспене (штат Колорадо, США). Это был первый в истории чемпионат мира по горнолыжному спорту, проведённый за пределами Европы. На этом чемпионате были впервые проведены соревнования по гигантскому слалому. Из программы были исключены соревнования по горнолыжной комбинации (вернулись в программу чемпионатов мира в 1954 году).

## Общий медальный зачёт
| Место | Страна    | Золото | Серебро | Бронза | Всего |
| ----- | --------- | ------ | ------- | ------ | ----- |
| 1     | Австрия   | 3      | 3       | 1      | 7     |
| 2     | Италия    | 2      | 1       | 1      | 4     |
| 3     | Швейцария | 1      | 1       | 0      | 2     |
| 4     | Франция   | 0      | 1       | 3      | 4     |
| 5     | Норвегия  | 0      | 0       | 1      | 1     |

## Медалисты

### Мужчины
| Дисциплина        | Золото          | Серебро        | Бронза        |
| ----------------- | --------------- | -------------- | ------------- |
| Скоростной спуск  | Дзено Коло      | Джеймс Кутте   | Эгон Шёпф     |
| Гигантский слалом | Дзено Коло      | Фернан Гросжан | Джеймс Кутте  |
| Слалом            | Георгес Шнайдер | Дзено Коло     | Стейн Эриксен |

### Женщины
| Дисциплина        | Золото       | Серебро        | Бронза          |
| ----------------- | ------------ | -------------- | --------------- |
| Скоростной спуск  | Труде Байзер | Эрика Марингер | Жоржетта Тиойер |
| Гигантский слалом | Дагмар Ром   | Труде Байзер   | Люсьен Шмит     |
| Слалом            | Дагмар Ром   | Эрика Марингер | Челина Сеги     |